# اندره تیلی
اِندره تیلی (مجاری: Tilli Endre; ۱۵ اوت ۱۹۲۲ – ۱۴ اوت ۱۹۵۸) ورزشکار شمشیربازی اهل مجارستان بود.
وی در مسابقات کشوری و بین‌المللی در مجموع برندهٔ ۲ مدال برنز شده‌است.